# Druckūnai
Druckūnai (ryska: Друцкунай) är en ort i Litauen. Den ligger i den södra delen av landet, 70 km sydväst om huvudstaden Vilnius. Druckūnai ligger 135 meter över havet och antalet invånare är 136.
Terrängen runt Druckūnai är platt. Runt Druckūnai är det glesbefolkat, med 13 invånare per kvadratkilometer. Närmaste större samhälle är Varėna, 10,6 km sydost om Druckūnai. Omgivningarna runt Druckūnai är en mosaik av jordbruksmark och naturlig växtlighet.